# Frederick Wilfrid Lancaster
Frederick Wilfrid Lancaster (Stanley, Comtat de Durham, Regne Unit, 4 de setembre de 1933 - Illinois, Estats Units, 25 d'agost de 2013) va ser un estudiós anglès en l'àmbit de la informació i la documentació. Va ser professor de Ciències de la informació i Biblioteconomia de la Universitat d'Illinois. El seu camp d'investigació ha estat centrat en l'avaluació de biblioteques, sistemes de recuperació d'informació, avaluació com a ferramenta de gestió i bibliometria. Compta amb un total d'una seixantena de publicacions.
Lancaster va estudiar Biblioteconomia a la Universitat de Northúmbria, Newcastle, on també es va graduar com a advocat. El 1959, amb tan sols 26 anys va emigrar als Estats Units, i després de treballar com a assessor va esdevenir bibliotecari senior a la Biblioteca pública d'Akron (Ohio). Poc després, l'any 1963, va iniciar la seva trajectòria com a investigador, desenvolupant una línia innovadora: la recuperació de la informació. L'any 1965 va començar a treballar per a la National Library of Medicine fins al 1968, on va començar a destacar pel seu treball en l'avaluació i maneig de MEDLARS (un sistema de recuperació bibliogràfica d'articles de revistes acadèmiques, de medicina i ciències similars).  Encara que va ser una de les primeres avaluacions dels sistemes de recuperació de la informació amb ordinadors, continua avui en dia tenint un important impacte als sistemes d'informació. El seu treball va contribuir a explicar el perquè la recuperació de la informació fallava, doncs, va trobar incidències que es devien a les deficiències de la indexació, les estratègies de cerca i la interacció establerta amb l'usuari i el sistema.
L'any 1970 fou nomenat professor en el postgrau de Ciències de la Informació i Biblioteconomia de la Universitat d'Illinois. Durant els últims anys de la seva carrera com a mestre, la universitat el va nombrar «University Scholar». Per altra banda, el seu treball docent es va estendre internacionalment, ja que fou professor i responsable a universitats de països com Xina, Dinamarca, Alemanya, India, Noruega, entre molts altres. Un altre centre important on Lancaster va fer la seva aportació fou el «Centro Universitario de Investigaciones Bibliotecológicas». Va morir als Estats Units el 25 d'agost del 2013.

## Premis[1]
- ASIS&T Award of Merit, (1988).
- Best Information Science Book of the Year, 1992 pel “Indexing and Abstracting in Theory and Practice.”
- Best JASIST Paper, 1969, pel "MEDLARS: Report on Evaluation of its Operating Efficiency".
- Premi Fulbright (3 vegades).

## Obres destacades
- Baker, S. L. & Lancaster, F. W. (1977/1991). The Measurement and Evaluation of Library Services. 2nd ed. Arlington, Va.: Information Resources Press. (1st ed. 1977; 2nd ed. 1991).
- Lancaster, F. W. (1968a). Evaluation of the MEDLARS demand search service. [Washington] U.S. Dept. of Health, Education, and Welfare, Public Health Service.
- Lancaster, F. W. (1968b). Information retrieval systems; characteristics, testing, and evaluation. New York, Wiley.
- Lancaster, F. W. (1978). Toward Paperless Information Systems. New York: Academic Press.
- Lancaster, F. W. (1982). Libraries and Librarians in an Age of Electronics. Arlington, Va.: Information Resources Press.
- Lancaster, F. W. (1985). Thesaurus construction and use; a condensed course. Paris: General Information Programme and Unisist, Unesco.
- Lancaster, F. W. (1986). Vocabulary control for information retrieval. 2nd. ed. Arlington, Va.: Information Resources Press.
- Lancaster, F. W. (1988/1993). If You Want to Evaluate Your Library. Champaign: University of Illinois, Graduate School of Library and Information Science. (1st ed. 1988, 2nd ed. 1993).
- Lancaster, F. W. (1991/1998/2003). Indexing and abstracting in theory and practice. London: Library Association. (1st ed. 1991; 2nd ed. 1998; 3rd. ed. 2003).
- Lancaster, F. W. (Ed.). (1993). Libraries and the future; essays on the library in the twenty-first century. New York : Haworth Press.
- Lancaster, F. W. & Fayen, E. G. (1973). Information Retrieval On-Line. Los Angeles: Melville Pub. Co.
- Lancaster, F. W. & Sandore, B. (1997). Technology and the Management of Library and Information Services. Champaign: University of Illinois, Graduate School of Library and Information Science.
- Lancaster, F. W. & Smith, L. C. (1983). Compatibility issues affecting information systems and services. Prepared for the General Information Programme and UNISIST. Paris: United Nations Educational, Scientific and Cultural Organization.
- Martyn, J. & Lancaster, F. W. (1981). Investigative methods in library and information science; an introduction. Arlington, Va.: Information Resources Press.